# WNT3A
La proteína Wnt-3a es una proteína que en humanos está codificada por el gen WNT3A.
La familia de genes WNT consta de genes relacionados estructuralmente que codifican proteínas de señalización secretadas. Estas proteínas han sido implicadas en oncogénesis, adipogénesis, etc. y en varios otros procesos de desarrollo, incluida la regulación del destino celular y los patrones durante la embriogénesis. Este gen es miembro de la familia de genes WNT. Codifica una proteína que muestra un 96% de identidad de aminoácidos con la proteína Wnt3A de ratón y un 84% con la proteína WNT3 humana, otro producto del gen WNT. Este gen está agrupado con el gen WNT14, otro miembro de la familia, en la región del cromosoma 1q42.